# Mboui (Basse-Kotto)
Pour les articles homonymes, voir Mboui.
Mboui est une commune rurale de la préfecture de la Basse-Kotto, en République centrafricaine. Elle s’étend au sud-ouest de la ville de Kembé. 

## Géographie
La commune est située au sud-est de la préfecture de Basse-Kotto.
| Bakou   | Kembé     |                |
| Mbélima | Mboui     | Kotto-Oubangui |
| Mobaye  | Congo RDC |                |

## Villages
La commune compte 73 villages en zone rurale recensés en 2003 : Badjia 2, Bambia, Bango 1, Bango 2, Bidangou 1, Bidjou, Bidou 1, Bidou 2, Bidou 3, Bologni, Botcho 1, Botcho 2, Bouhou 1, Bouhou 2, Bouhou 3, Bourouma, Dekele, Dikpa, Dinda, Dingbi, Djangbala, Djela, Gbama 1, Gbama 2, Gbama 3, Gbama 4, Gbiango, Gboloba, Gboulouvou, Gboulouvou 2, Golougnivro, Gouala (1 et 2), Kologbo, Kouakoua 1, Kouakoua 2, Kouakoua 3, Kouakoua 4, Kpadou, Kpetene, Krabassi 1, Krabissi 2, Krabissi 3, Lapi 3, Litro, Mbata 1, Mbata 2, Ndaye, Ndoko, Ndokpa Ngandi, Ngaba, Ngalia, Ngalingui, Ngandi, Ngbabrou, Ngbadja, Ngbazia, Ngbela, Ngbikouma, Ngbonga 1, Ngbonga 2, Nguela, Nguengo, Samarie, Sinda, Tomba, Voro, Yabro Gbokele, Yangba 1, Yangbassi 2, Yangbassi 1, Yangbassi 3, Yangbassi 4, Zo-Kwe-Zo.

## Éducation
La commune compte 7 écoles : Atta-Boudou, Kouakoua, Ngbadrou-Kratcha, Tcheyssou, Bourouma, Ngaba et Yanbgassi.